# 长刀之夜
長刀之夜（德語：Nacht der langen Messer，發音：[ˈnaxt deːɐ ˈlaŋən ˈmɛsɐ] ⓘ）或蜂鳥行動（德語：Unternehmen Kolibri），又称血洗冲锋队，在德語中按当时纳粹党宣传的口径，作为历史术语稱为羅姆政變（德語：Röhm-Putsch），是一個發生於德國1934年6月30日至7月2日的清算行動，納粹政權進行了一系列對保守勢力和黨內的政治清洗，大多數被清算的黨員為納粹衝鋒隊成員。
希特勒因無法控制衝鋒隊的街頭暴力並視之為對其權力的威脅，故欲除去衝鋒隊及其領導者恩斯特·羅姆。此外，他還想安撫害怕及厭惡衝鋒隊的國家防衛軍高層，特別是當羅姆企圖想把國防軍納入自己領導的衝鋒隊之下。最後，希特勒清算其政權的政敵，特別是忠於副總理帕彭的人馬。大部分參與行動的是黨衛隊及蓋世太保，此次行動加強並鞏固國防軍對希特勒的支持（德國軍隊依舊效忠一戰老兵兼德國總統興登堡直到他於1934年8月2日逝世）。
同時，德國法律雖已禁止以對政權的忠誠為理由進行法外處決並已執行過百年，但因為德國法院及內閣解禁及消除相關障礙，此次行動為納粹政權帶來法理上的依據。

## 背景

### 希特勒與衝鋒隊
納粹衝鋒隊在納粹黨擁有一定的自主性。衝鋒隊源自确保德国工人党政治活动的保卫部门，最初是以“体操和体育部”的名义建立的，初始成员多有参加自由軍團和从军的经验，由埃米爾·莫里斯主管。冲锋队有着的合法地位，在巴伐利亚被纳入了政府的动员体系，由国防军第七师提供训练。逐渐地，由政治集会的门卫壮大为了一个兼具松散的街头暴徒团伙和机动部队性质的军事协会，经常和左翼党派的民兵发生冲突甚至巷战，并骚扰左翼党派和人士的活动。啤酒馆暴动前在赫尔曼·戈林掌管下的冲锋队大约已有2000人，后一度被禁。希特勒取代戈林，为冲锋队的重组制定了方针。
在1925年禁令解除后，罗姆自行先人一步完成了冲锋队的重组，但其只让冲锋队回到集会保卫工作，并计划由他建立一个名为前线的组织在全国活动，这与希特勒要让冲锋队作为协助纳粹扩大影响力的主要力量之理念不符。希特勒认为，冲锋队将是和红色阵线战士同盟及黑红金国旗团相抗衡的主力。于是罗姆下台，由弗朗茨·普菲弗·冯·所罗门担任冲锋队总指挥，并确立了严格的组织体系。在慕尼黑，纳粹党领导层确立了冲锋队以工人阶级为主要发展对象的策略，借纳粹党的意识形态反对资本主义的另一边厢和左翼作激烈对抗。这也导致其在发展到万人规模的同时，和纳粹党高层不时产生冲突。
1930年德国国会选举前，冲锋队基层希望纳粹党能为冲锋队预留一个选举名单位置，但遭到了拒绝。弗朗茨·普菲弗在8月中辞职后，冲锋队在30日于柏林哗变，由瓦尔特·施滕纳斯带领，占领了纳粹党地区党部和戈培尔的《攻击》报社，最后纳粹党呼叫警察，事件才平息。仍不断鼓吹工人自主的史特纳斯及其忠诚者被开除，希特勒代替了普费弗，并任命罗姆为新设的冲锋队总参谋。事实上，参加各个民兵组织间的人员在这些组织之间呈现了高度的流动性。到纳粹党掌权时，和纳粹党不断扩大的影响力一同扩大的冲锋队在德國發展到了42万人之众，其中甚至包括威廉二世之子普魯士的奧古斯特·威廉。还有前皇储威廉虽然未参加其中但也频繁表态支持冲锋队，此类干预下海因里希·布吕宁政府对冲锋队的禁令在1932年5月也不得不撤销。1932年7月德国国会选举前，大城市的街头暴力已经呈现了逼近内战的状况。
這種社會上的不穩定是讓希特勒崛起關鍵性因素，一个能让地方性的械鬥停止的强人是許多人希望出现的。隨他成為總理後，除了納粹黨之外的政黨一律被鎮壓，包含共產黨也被瓦解。但有關衝鋒隊的暴力事件仍層出不窮，有時毆打路人或遏阻他們的警察。在1933年中期左右，衝鋒隊被普通人認為是傲慢及無禮的，有外交官抱怨過外國大使被衝鋒隊無理的對待。這樣的行為讓中產階級與其他保守團體如德軍有了意見。

#### 希特勒上台後的一體化
在1933年興登堡任命希特勒成为新一任總理之後的幾個月的時間，希特勒利用國會縱火案後通過的法令解散了德國其它的反對黨。至同年中旬，德國成了在希特勒指示與控制下的一黨專政國家。儘管如此，希特勒迅速鞏固剛得來的政權，但僅只總理的職權，他並無法擁有及實行絕對的權力。而德國軍隊依舊效忠一戰英雄興登堡總統，儘管他年歲已高、老態龍鍾，只要興登堡還活著，希特勒總是非常小心，避免冒犯他或軍隊。即使當時有官員對希特勒的擴充軍隊、恢復徵兵及外交強硬政策感到認同，但德軍仍在納粹統治前期保有一定的傳統。
除了纳粹党的冲锋队，其它民兵组织都被要求整合进纳粹党的体系或解散，例如和原社民党统一立场的黑红金国旗团在1933年2月18日被解散，成员遭到迫害，右翼老兵组织钢盔前线士兵联盟也面临被完全吸收进纳粹党的压力，而参与其中的平民除了身份问题外很大程度上抱持着机会主义的态度。
不伦瑞克自由州的黑红金国旗团组织被解散后，为了避免被追责，经双方的当地领导人达成协议，许多成员计划加入了钢盔前线士兵联盟获得安全身份。这也是由于当地钢盔领导人沃尔纳·施拉德对纳粹的戒心，他向时任钢盔全国领导人的西奥多·杜斯特博格写信表示纳粹党不断扩大的权力正在使黑白红战线希望实现的目标变得不可能。同样是为了避免被纳粹份子视作“挑衅”，计划在3月27日对这些来自国旗团的人进行单独审批。然而，在当天前来报名的人远远超过此前预计的180人，达到了上千人之多。纳粹党管理的不伦瑞克内政部早前通过监听电话获得消息，认为这是赤色份子渗透的有力证据，警方立刻入场逮捕，结果在场的前国旗团成员都被保护性拘留。导致当地钢盔组织也一度被禁，引起了保守阵营的不满，在希特勒内阁任职的前钢盔全国领导人弗朗茨·塞尔特向希特勒反映，最后在赫尔曼·戈林出面干涉下，处理结果是，由钢盔全国组织直接管辖不伦瑞克的钢盔组织，只有3月6日前登记的成员才能视作钢盔团员，塞尔特也指责了当地组织领导人。杜斯特博格收到沃尔纳·施拉德来信并知晓事情后批评了当地纳粹党的作为，并在塞尔特于4月加入纳粹党后与其决裂。

#### 希特勒欲進一步控制與隊員期望落空的不滿
希特勒的下一步行動就是對付衝鋒隊而強化自己對德軍的權力。在1933年7月6日一場聚集納粹黨高層的會議中，希特勒表示：「是納粹黨的一場勝利也是一場革命，現在開始是黨已擁有德國政治權力，我們要鞏固現在黨所擁有的。這場革命的旋風已無法控制，但務必再讓它安全的進行。」希特勒暗示他意圖要控制衝鋒隊。但這並不是容易的事，雖然衝鋒隊有大部份是忠心的納粹黨追隨者。因為經濟的大衰退讓衝鋒隊成員大大的增加，這些來自基層且對民族主義狂熱的工作者。許多衝鋒隊員相信納粹黨的承諾以及相信納粹黨掌權後會採取「積極」的手段如奪取貴族的土地，但並沒有做，這讓許多期待革命的隊員相當不滿。

### 德軍與衝鋒隊的爭執
衝鋒隊參謀長羅姆在希特勒上台後要求希特勒任命他為國防部長。而此時的部長是由保守的勃洛姆堡擔任，縱使他不是納粹黨員，他也扮演德軍與黨的溝通橋樑。勃洛姆堡以及他的部下，大多都出身於普魯士貴族，他們認為衝鋒隊是粗俗低下的且威脅德軍現有的傳統與在德國社會中較高的地位。马克斯·海德布雷克，在鲁梅尔斯堡的衝鋒隊領導人曾向他的隊員譴責德軍：「一些德軍軍官是豬，大部份的軍官都太老了必需被年輕人所取代，我們只要等到興登堡逝世，就可以抵抗軍隊。」儘管正規軍與衝鋒隊有許多的不愉快，勃洛姆堡以及它的部下都認為衝鋒隊不失為德軍擴充的來源。而羅姆卻想要消滅普魯士貴族的絕對領導，讓衝鋒隊成為新德軍的核心，而讓因凡爾賽條約限定10萬兵員的正規軍擔憂的是在1934年初時超過300萬成員的衝鋒隊。在1934年1月，羅姆向勃洛姆堡提出要讓衝鋒隊取代德國正規軍，讓正規軍成衝鋒隊的附屬。因此在1934年2月28日，希特勒與勃洛姆堡及其他衝鋒隊與黨衛隊的要員會面，迫於希特勒的壓力下，羅姆不情願的簽署正規軍高於衝鋒隊的聲明。希特勒宣佈衝鋒隊只得是德軍的附屬。在希特勒及其他德軍軍官離開後，羅姆又宣稱他不會接受一個可笑的下士（暗指希特勒）的指示。當時希特勒沒馬上做出反制行動，但也加大了兩人的裂痕。

### 越來越多對衝鋒隊的壓力

#### 黨內要員的不滿
儘管羅姆與希特勒有了約定，羅姆依舊幻想衝鋒隊能成為正規軍，而這個幻想卻抵觸了希特勒鞏固權力及擴張軍隊的計劃。而這個納粹黨內的爭執也慢慢擴大，包含了戈林、戈培爾、希姆萊與赫斯皆對羅姆不滿，他們都是納粹黨的資深元老，但只有羅姆忠於自己的衝鋒隊更甚於希特勒。羅姆對於黨政的輕視惹惱了赫斯。衝鋒隊在普魯士的暴力行為也讓作為主管普魯士的戈林相當頭疼。於是他們開始有了行動，在1934年4月20日，戈林把自己的轄下的警察轉給希姆萊控制，好讓他們一同對付羅姆。希姆萊妒忌羅姆擁有衝鋒隊的權力，希姆萊的黨衛隊從私人保鏢變成精英部隊且忠於希特勒。這個因素也成了希特勒選擇對抗羅姆與衝鋒隊的最佳因素。6月4日，希特勒在和罗姆进行5个小时的讨论后，罗姆便前往巴特维塞疗养风湿，并在8日下令全冲锋队放假至7月。

#### 黨外保守勢力的壓力
加上來自軍界、工業界及政界的保守勢力都要求希特勒壓制衝鋒隊的強大，促使希特勒除掉羅姆。
帕彭周围的赫伯特·冯·博瑟、埃德加·容格等青年保守派（Jungkonservativen）极其反对冲锋队激进言论，他们指纳粹党宣扬的“社会革命”只会是是一种粗鄙统治的最终胜利，导向恐怖、残暴和无法无天。以他们为中心，在1934年春组成了一个团体，密谋以一个温和的右翼政府取代纳粹党独大的政权。
在1934年6月17日的马尔堡演说中，副總理帕彭借埃德加·容格撰写的讲稿未点名希特勒，但严厉地批判了纳粹党的出格行径，也提到应警惕冲锋队发起二次革命。在图林根出席州务会议的希特勒听闻后怒不可遏，但帕彭展示了兴登堡表示支持演讲内容的电报，戈培尔公开指责帕彭，说“人民可还没有忘记这些先生们坐在沙发椅上指点的时代”（Das Volk hat die Zeiten, da diese Herren in den Klubsesseln regierten, noch nicht vergessen.），并通过宣传部压制了演讲的传播。屬於保守勢力的帕彭與軍界及工界都有緊密關係，他在回忆录中称要威脅希特勒若無作出行動將辭去副總理一職，雖然他的辭職不會影響希特勒的職位，但必然撼動當時的政界，給予正推进一体化的納粹黨不小衝擊。

#### 希特勒的選擇
6月21日，希特勒前往诺伊代克與興登堡會面，但他在那里遇到了同是前来拜访兴登堡的國防部長勃洛姆堡，勃洛姆堡和兴登堡都表示，希特勒应该采取有利于德国和平的措施，否则興登堡將有可能宣佈戒嚴。事实上，进入6月后，兴登堡就在庄园的别墅里被副官魏迪格·冯·德·舒伦堡与外界完全隔离，几乎没有任何人能见到他。但据日记记载，希特勒在一周后向阿爾弗雷德·羅森堡表示，兴登堡当天对他的态度出奇的好。在羅姆的百萬衝鋒隊隊員與興登堡的戒嚴的考慮下，希特勒已經猶豫了一個月。離開诺伊代克之後，希特勒已有除掉羅姆及老政敵的意圖。戈林與希姆萊都贊同希特勒的決定，因為如此他們將因羅姆的毀滅攫取到更多權力。

#### 清算的準備
為了準備清算，6月22日希特勒打电话让在冲锋队的亲信维克托·卢茨不要再听命于慕尼黑并待命，希姆莱则联系党卫军的弗里德里希·卡尔·冯·艾伯尔施泰因，说罗姆心怀不轨，要开始准备因应发生叛乱的风险，保持待命，并联络国防军。6月23日，国防军的弗里德里希·弗洛姆上校向他的上级通报，冲锋队有意政变，党卫军和国防军站在同一立场，应给予支持以压制政变企图。
随后的两天，希特勒联络了勃洛姆堡，表示自己会在6月30号亲自介入，与叛变份子算账。随后陆军总司令維爾納·馮·弗里奇下令国防军全军进入戒备状态。6月25日，鲁道夫·赫斯在科隆广播的讲话中批评了“挑衅者”试图煽动党内同志相互对立。
青年保守派成员埃德加·荣格在这一天被逮捕。也是在这一天，希姆萊與他的副手莱茵哈德·海德里希，將党卫军和保安處负责人召集到柏林，称一场冲锋队叛乱迫在眉睫，他们必须做好准备。取信了政变说法的国防军开始为党卫军及其保安处提供武器装备、物流运输、人员住宿的支持。列出“政变”主犯，也即清算的主要对象的“帝国名单”得到了希特勒、戈林等人的确认。6月27日，赛普·迪特里希前往国防部要求参谋为警衛旗隊提供武器弹药支援，以执行“元首”的秘密命令，加上先前的消息，他的要求立刻得到了批准。6月29日，勃洛姆堡在《人民观察家报》上登文表示国防军全力支持希特勒。
6月28日，海德里希以偽造的證據指控羅姆勾结共产党、其它反动派和法國以推翻政府。罗姆被秘密从一个军官协会中除名。希特勒感覺一切已準備完畢便去埃森參加约瑟夫·特博文的婚礼。此间传来消息，兴登堡将在30日接见帕彭，这让希特勒不由得加快了行动的速度。羅姆的副官接到电话，让罗姆召集所有衝鋒隊領導人在6月30日前往巴特维塞和希特勒開會，罗姆知道后很高兴（erfreut）。6月29日，希特勒在上午参观了集中营。下午，他前往巴特戈德斯贝格的德雷森萊茵酒店，先后会见了了戈培尔和赛普，并让后者立即动身前往慕尼黑等待进一步的指令。戈培尔原本预计主要会针对帕彭周围的反动集团展开行动，但希特勒辩称掌握了罗姆和安德烈·弗朗索瓦-龐賽、格雷戈尔·施特拉塞尔、庫爾特·馮·施萊謝爾等人勾结密谋叛国的证据。在慕尼黑出现了传单说大规模的清洗行动即将到来，听闻消息惊躁不安的冲锋队队员在城市引发骚乱。慕尼黑冲锋队长官奥古斯特·施耐德胡贝尔和威廉·施密德出面安抚，保证当地组织得到充分信任。但当地骚乱反而给了纳粹党对领导层有政变企图的口实，行动展开后难逃死亡命运的两人都被希特勒亲自传唤讯问。

## 事件經過

### 對衝鋒隊的清算
依照计划，被列入“帝国名单”（Reichsliste）的冲锋队高层是首要对象，以罗姆在此疗养风湿的巴特维塞这场鸿门宴式的会议为中心，希特勒亲自参加了针对他们的行动。
1934年6月30日，赛普·迪特里希先行抵达慕尼黑。清晨4點半左右，希特勒及他的隨從从波恩/汉格拉尔机场飛抵慕尼黑。從機場，他們驅車前往巴伐利亞內政部，他們聚集剛結束晚上街上騷亂的慕尼黑衝鋒隊領導人，希特勒生氣地撕裂慕尼黑警察局長奥古斯特·施耐德胡贝尔的肩章，因為昨天慕尼黑的骚动让希特勒震怒且可疑，实际上这可能是萊因哈德·海德里希私下策划的。希特勒對著施耐德胡贝尔大喊你應被槍斃，施耐德胡贝尔在當天和其它冲锋队领导人都被槍斃。5点左右，没等聚集大批的黨衛隊及正規警察完成集结，希特勒就带着戈培尔和日后掌管冲锋队的维克托·卢茨以及一些精选的党卫队前往羅姆所在的巴特维塞汉塞尔鲍尔酒店（Hotel Hanselbauer）。在巴特维塞，希特勒宣稱羅姆及其他高階衝鋒隊領導已經被捕。希特勒的司机埃里希·肯普卡回忆：“希特勒手里拿着鞭子，后面跟着两名带着上膛的枪的警探，希特勒脱口大吼：'罗姆！你被捕了！'罗姆在枕头上睡眼惺忪，慵懒支吾地说：‘万岁，我的元首！’（Heil, mein Führer!）‘你被捕了！’希特勒又吼了一次，转身走出房间。”，巴德维塞其它的冲锋队领导人都被以类似的方式逮捕，只有担任一地警察局长的埃德蒙·海内斯做了抵抗，他被发现與一名男子一同在床上。一辆满载全副武装的冲锋队高层卫队的卡车到来，这使希特勒陷入了危机，但希特勒用权威吓退了他们，因为他们的头子尤利乌斯·乌尔已经进了监狱。后来这支队伍从巴特维塞开到泰根湖畔格蒙德又掉头返回，但被捕的冲锋队高层都已从别的路上向罗塔赫-埃根的方向运往慕尼黑。同時，在慕尼黑火车总站，从各地乘坐夜间特快赶来開會的衝鋒隊領導人也都被巴伐利亚政治警察逮捕，包括格奥尔格·冯·德顿、曼弗雷德·冯·齐林格、彼得·冯·海德布雷克、弗里茨·冯·克豪瑟尔、汉斯-约阿希姆·冯·福肯豪森、汉斯·海延和其它很多人。

### 對保守勢力及舊政敵的清算
長刀之夜不止清洗了有關衝鋒隊的人馬，包含較早被囚及流放的主要的社會民主黨員及共產黨員，希特勒也用此機會順便清除不可信任的保守人士，包括副總理帕彭。在柏林，戈林自己命令一個黨衛隊武裝單位襲擊了副總理辦公室，緊接著的蓋世太保殺死了帕彭的秘書赫伯特·冯·博瑟，蓋世太保也逮捕了與帕彭相當緊密的人士埃德加·容格，他在之後被槍決。他們的屍體被丟入水溝。蓋世太保也同時處決了埃里希·克劳泽纳。雖然帕彭被捕後幾天，希特勒便釋放了他，但他日後便不再敢批評納粹政權了。希特勒、戈林及希姆萊也同時叫蓋世太保清算以前的政敵，包含前總理庫爾特·馮·施萊謝爾，他與他的妻子在家裡一同被殺害。其他被殺害者還包含前納粹黨員格里哥·斯特拉瑟以及巴伐利亞前邦务委员古斯塔夫·馮·卡爾，而後者的死因更為可怕，似乎是被尖鋤亂砍致死。另外，還有音乐评论家维利·施密德被誤殺，他被看錯為路德维希·施密特，后者是斯特拉瑟的弟弟奥托·斯特拉瑟的前贊助者。

### 羅姆的結果
希特勒在想如何處置關在慕尼黑的監獄中的羅姆，羅姆曾經為納粹政權做過一些事，但他既不能一直關在監獄或者被流放，這樣一來當時的社會就會對這一場清算帶來多餘不必要的注意。最後，希特勒選擇羅姆必須死。在7月2日的希特勒的命令下，特奥多尔·艾克（之後達豪集中營的管理者）以及他的副官米夏埃爾·利珀特來探視羅姆，他們一進入羅姆的囚房便拿出裝了子彈的白朗寧手槍，并要求羅姆十分鐘內舉槍自盡或由他們代為執行。羅姆拒絕並告訴他們：「要殺我，就叫阿道夫自己來！」在等待的時間，他們沒有聽到槍聲，便回到羅姆的囚房發現羅姆裸胸站著並帶有不屑的手勢，而利珀特便直接了當擊斃了羅姆。

## 事後
戈林指示警察單位燒毀有關過去兩天行動的一切資料。同時戈培爾試著避免報紙登出死者的名單，也在7月2日廣播演說及描述希特勒已有驚無險的成功制止這場由羅姆與施萊謝爾的不軌舉動。而1934年7月13日，希特勒在國家議院的一場演說定義了這場行動：
|  | 在這一小時，我負責的是德國人民的命運，因而我成為德國人民的最高執法者。我下了命令枪决叛變的元兇，也進一步燒盡這國家內那些腐敗源泉。國家的存在，這取決於其內部的秩序和安全，不能受到威脅卻不懲罰任何人！讓人知道在任何時間裡，如果任何人著手攻擊國家，那麼结果一定是他的死亡。 |

### 軍方反應
即使具有德軍身份的前总理施萊謝爾及前军情局长费迪南德·冯·布雷多被害，長刀之夜也得到了幾乎全體德軍的贊同。而年老體衰的興登堡總統發了一通電報表達「深深的感激」並恭喜希特勒「制止叛變於未然」。而賴歇瑙也在此時宣佈施萊謝爾早有預謀企圖推翻政府。軍方支持對他們有利的這場清洗，希特勒消除了衝鋒隊企圖取代德軍的疑慮，并使納粹黨得以進一步控制軍方。